# 拉松
拉松（法語：Lasson，法語發音：[lasɔ̃] ⓘ）是法国勃艮第-弗朗什-孔泰大区约讷省的一个市镇，属于阿瓦隆区。

## 地理
拉松（48°3'32"N, 3°49'0"E）面积7.07 平方千米，位于法国勃艮第-弗朗什-孔泰大區约讷省，该省份为法国中北部内陆省份，西接卢瓦雷省，西北接塞纳-马恩省，南至涅夫勒省，东临科多尔省，东北与奥布省接壤。
与拉松接壤的市镇（或旧市镇、城区）包括：奥特地区库尔桑、拉西讷、讷维索图尔、索尔默里。

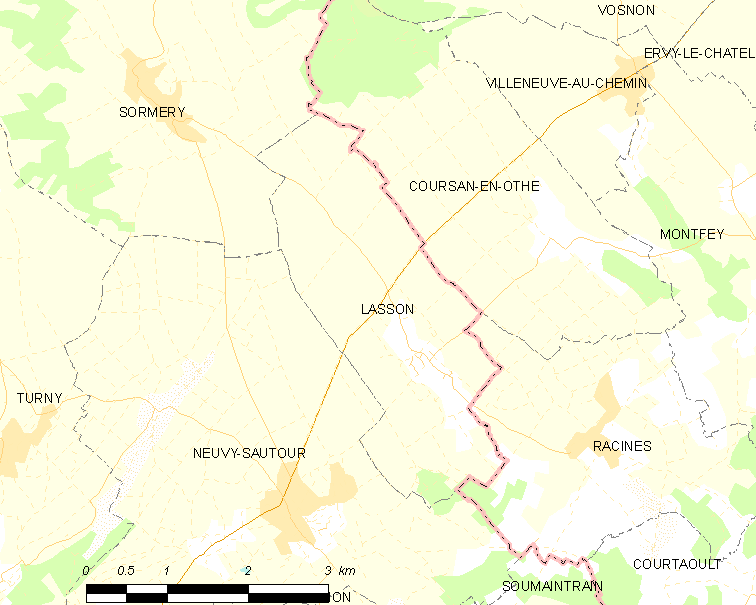
拉松的OSM定位图

拉松的时区为UTC+01:00、UTC+02:00（夏令时）。

## 行政
拉松的邮政编码为89570，INSEE市镇编码为89219。

## 政治
拉松所属的省级选区为圣弗洛朗坦县。

## 人口

1962-2008年间拉松人口变化图示

拉松于2022年1月1日时的人口数量为142人。